# Cloud9
Cloud9 (C9) est une équipe américaine de sport électronique notamment connue pour son équipe de League of Legends.
Fondée par Jack Etienne, elle est basée à Los Angeles.

## Divisions actuelles

### League of Legends
Lors du Spring Split 2020 des LCS, Cloud9 réussit l'une des meilleures performances dans l'histoire de la ligue en ne perdant qu'un match, face à TSM. En battant Flyquest 3-0, l'équipe sécurise son premier titre depuis le Spring Split 2014,. Le Summer Split démarre de la même manière, par une série de neuf victoires consécutives, avant une première défaite face à 100 Thieves. La fin de saison est plus difficile, et une défaite en playoffs face à TSM met fin aux espoirs de qualification de l'équipe pour les Worlds.
À l'issue de la saison, Cloud9 se sépare de Bok « Reapered » Han-Gyu, l'entraîneur de l'équipe depuis 2016. Le top de l'équipe académique, Ibrahim « Fudge » Allami, est promu en LCS en remplacement de Eric « Licorice » Ritchie. Le mid Yasin « Nisqy » Dinçer est remplacé par Luka « Perkz » Perković, en provenance de G2 Esports.
| Nat. | Pseudo    | Nom               | Rôle    | Date d'entrée    |
| ---- | --------- | ----------------- | ------- | ---------------- |
|      | Fudge     | Ibrahim Allami    | Top     | 30 octobre 2020  |
|      | Blaber    | Robert Huang      | Jungle  | 29 novembre 2019 |
|      | jojopyun  | Joseph Joon Pyun  | Mid     | 24 novembre 2023 |
|      | Berserker | Kim Min-cheol     | ADCarry | 20 novembre 2021 |
|      | VULCAN    | Philippe Laflamme | Support | 23 novembre 2023 |

|  | Mithy     | Alfonso Aguirre Rodríguez | Head Coach      | 24 novembre 2022 |
|  | Veigar v2 | Marius Aune               | Strategic Coach | 4 décembre 2020  |

### Counter-Strike: Global Offensive
Cloud9 fait son entrée sur la scène Counter-Strike: Global Offensive le 1er août 2014 en recrutant les joueurs de compLexity Gaming. En octobre 2016, l'équipe remporte la saison 4 de l'ESL Pro League en battant SK Gaming en finale.
Le 29 janvier 2018, Cloud9 devient la première équipe nord-américaine à remporter un titre majeur, lors de l'ELeague Major: Boston 2018. L'équipe bat FaZe Clan en finale au terme d'un match très serré.
En septembre 2020, une restructuration complète de l'équipe est annoncée par Henry « HenryG » Greer, nouveau manager de l'équipe. Il annonce dans au cours du mois les arrivées de Alex « ALEX » McMeekin, William « mezii » Merriman, Özgür « woxic » Eker et Patrick « es3tag » Hansen. Ricky « floppy » Kemery est le seul joueur à garder sa place. En décembre 2020, l'entraîneur Aleksandar «⁠ kassad »⁠ Trifunović quitte la structure en raison de différends stratégiques avec le leader ALEX. Quelques semaines plus tard, woxic est à son tour évincé et remplacé par Erick « Xeppaa » Bach. ALEX devient le nouveau sniper de l'équipe,.
Le 26 mars 2021, l'équipe annonce officiellement sur Twitter la suspension temporaire de sa division Counter-Strike Global Offensive à cause du Covid-19.
Le 24 avril 2022, Cloud9 revient sur Counter-Strike : Global Offensive en acquérant l'intégralité des joueurs de l'équipe russe de Gambit Esports (bannie de la plupart des circuits de tournois à la suite de l'offensive russe en Ukraine) constituée de of Vladislav « nafany » Gorshkov, Dmitriy « sh1ro » Sokolov, Timofey « interz » Yakushin, Sergey « Ax1Le » Rykhtorov, et de Abai « HObbit » Hasenov. Cloud 9 acquiert également Konstantin « groove » Pikiner en tant que coach, Ivan « F_1N » Kochugov en tant qu'analyste et Aleksandr « sweety_10 » Shcherbakov, arrivants également de Gambit Esports.
L'équipe récupère la place gagnée par les joueurs au tournoi majeur PGL Major Antwerp 2022, lorsqu'ils concouraient temporairement sous le nom de « Players ».
| Nat. | Pseudo | Nom                | Rôle            | Date d'entrée |
| ---- | ------ | ------------------ | --------------- | ------------- |
|      | nafany | Vladislav Gorshkov | Leader / Rifler | 24 avril 2022 |
|      | sh1ro  | Dmitriy Sokolov    | Sniper          | 24 avril 2022 |
|      | interz | Timofey Yakushin   | Rifler          | 24 avril 2022 |
|      | Ax1Le  | Sergey Rykhtorov   | Rifler          | 24 avril 2022 |
|      | HObbit | Abai Hasenov       | Rifler          | 24 avril 2022 |

|  | groove | Konstantin Pikiner | Entraîneur | 24 avril 2022 |

### Overwatch
En août 2017, Cloud9 acquiert la franchise londonienne de l'Overwatch League. Le 1er novembre 2017, la structure révèle le nouveau nom de l'équipe, les London Spitfire. L'équipe remporte la première saison de l'Overwatch League.

### Super Smash Bros. Melee
Le 6 mai 2014, Cloud9 recrute Joseph « Mango » Marquez,. Mango est considéré comme l'un des « Cinq Dieux » de Super Smash Bros. Melee.

### Halo
Cloud9 remporte, en décembre 2021, le premier tournoi majeur sur la licence Halo Infinite, lors des Halo Infinite Major championship à Raleigh.
| Nat. | Pseudo   | Nom                     | Rôle   | Date d'entrée  |
| ---- | -------- | ----------------------- | ------ | -------------- |
|      | Pznguin  | Zane Christopher Hearon | Joueur | 5 octobre 2020 |
|      | Eco      | Kevin Smith             | Joueur | 5 octobre 2020 |
|      | StelluR  | Braedon Boettcher       | Joueur | 5 octobre 2020 |
|      | Renegade | Jonathan Willette       | Joueur | 5 octobre 2020 |

|  | Hoaxer | Emanuel Lovejoy | Head Coach | 5 octobre 2020 |

### Starcraft 2
Le 1 novembre 2023, Cloud9 recrute Koh "GuMiho" Byung-jae, joueur terran coréen et vainqueur de GSL.

## Anciennes divisions

### Rocket League
Cloud9 recrute l'équipe des « Muffin Men » en juillet 2017, juste après leur victoire à la Dreamhack Atlanta. L'équipe est composée de Kyle « Torment » Storer, Mariano « SquishyMuffinz » Arruda et Jesus « Gimmick » Parra. Ils deviennent champions du monde en battant Dignitas en finale de la saison 6 des Rocket League Championship Series. Cloud9 se sépare finalement de son équipe Rocket League le 10 juin 2020.

### Rainbow Six: Siege
Cloud9 fait son entrée sur la scène Rainbow Six avec l'acquisition de l'équipe américaine beastcoast. Cette première équipe signe finalement en janvier 2019 chez la Team Reciprocity.
La structure fait son retour quelques mois plus tard en recrutant une équipe coréenne, mantisFPS. L'équipe obtient de bons résultats régionalement mais ne parvient pas à transposer ces succès lors des tournois internationaux. Après des performances décevante lors du Stage 2 de l'Asia Pacific League début 2021, Cloud9 décide de se séparer de l'équipe.

## Palmarès
| League of Legends | Counter-Strike: Global Offensive                                   |
| --- | ------------------------------------------------------------------ |
| - LCS NA - 2013 Summer - 2014 Spring - 2020 Spring - 2021 Spring - Championnat du monde - 3-4e en 2018                             | - Major Championship - Vainqueur - ELEAGUE Major: Boston 2018      |
| Rocket League | Overwatch                                                          |
| - RLCS - Finales mondiales (1) - Vainqueur de la saison 6 en 2018 - RLCS - Amérique du Nord (1) - Vainqueur de la saison 4 en 2017 | London Spitfire : - Overwatch League - Vainqueur de la saison 2018 |